# Tmarus taibaiensis
Espèce
Tmarus taibaiensis est une espèce d'araignées aranéomorphes de la famille des Thomisidae.

## Distribution
Cette espèce est endémique de Chine. Elle se rencontre au Shaanxi et au Gansu.

## Description
Le mâle holotype mesure 3,41 mm.
Le mâle décrit par Zhang et Zhang en 2023 mesure 3,90 mm et la femelle 5,54 mm.

## Systématique et taxinomie
Cette espèce a été décrite par Song et Wang en 1994.

## Étymologie
Son nom d'espèce, composé de taibai et du suffixe latin -ensis, « qui vit dans, qui habite », lui a été donné en référence au lieu de sa découverte, le Taibai Shan.

## Publication originale
- Song & Wang, 1994 : « Three new species of the family Thomisidae from Shaanxi, China (Araneae). » Acta Arachnologica Sinica, vol. 19, p. 46-50.